# Hymenocephalus longibarbis
Hymenocephalus longibarbis és una espècie de peix de la família dels macrúrids i de l'ordre dels gadiformes.

## Hàbitat
És un peix d'aigües profundes que viu entre 430-920 m de fondària.

## Distribució geogràfica
Es troba al nord-oest d'Austràlia.